# Matafoc (eina)

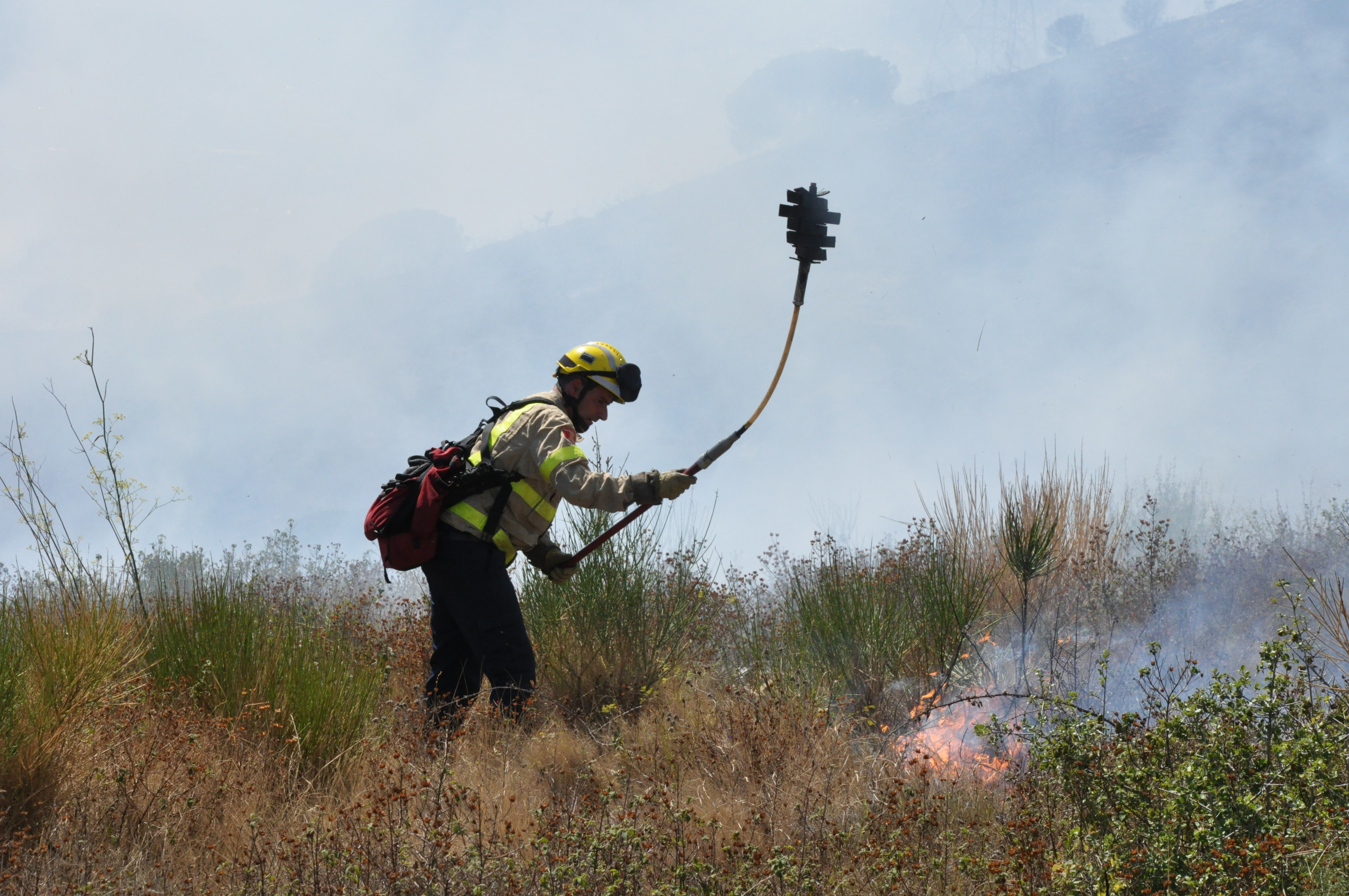
Matafoc utilitzat per Bombers de la Generalitat de Catalunya

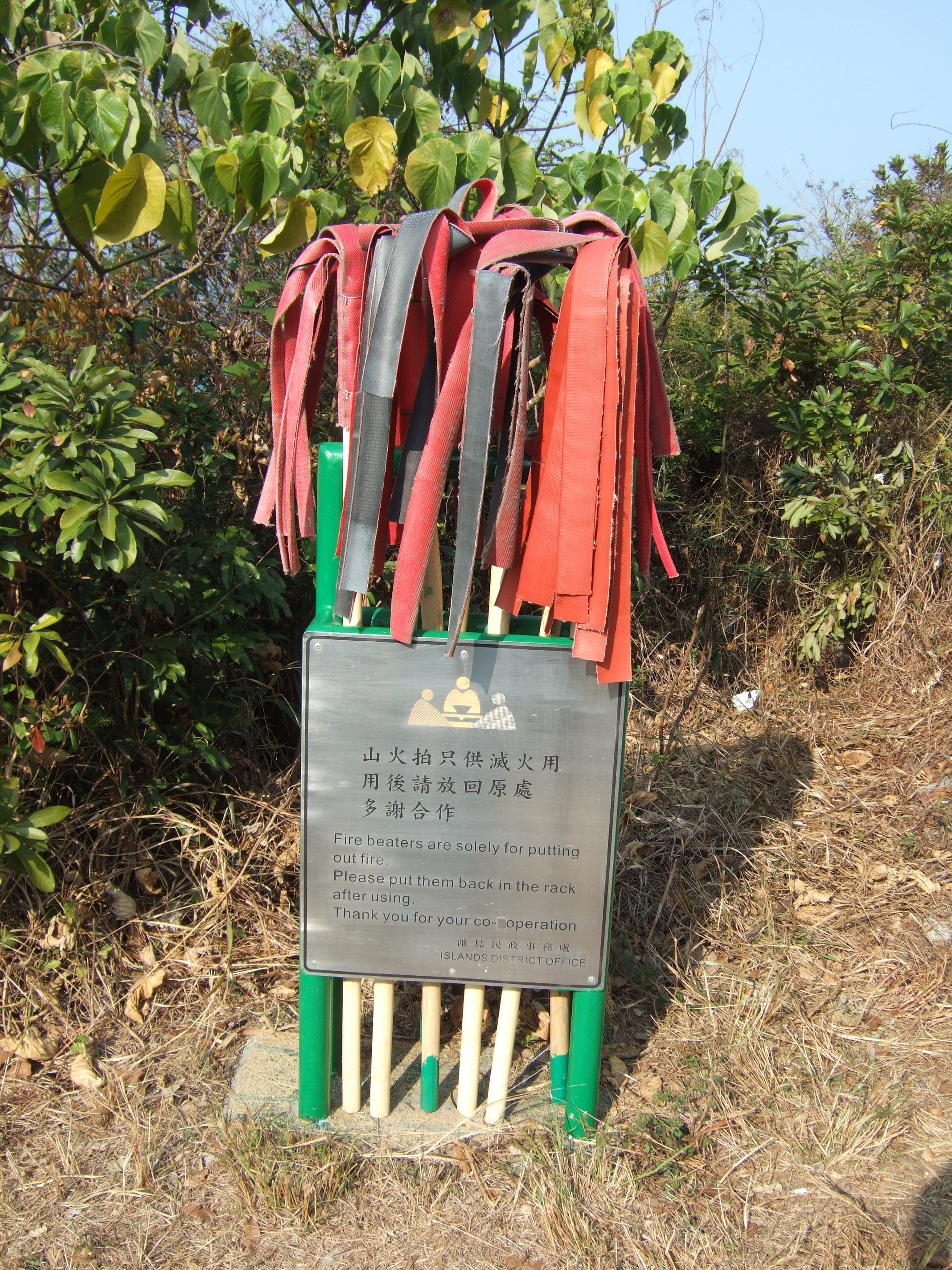
Matafocs a Hong Kong

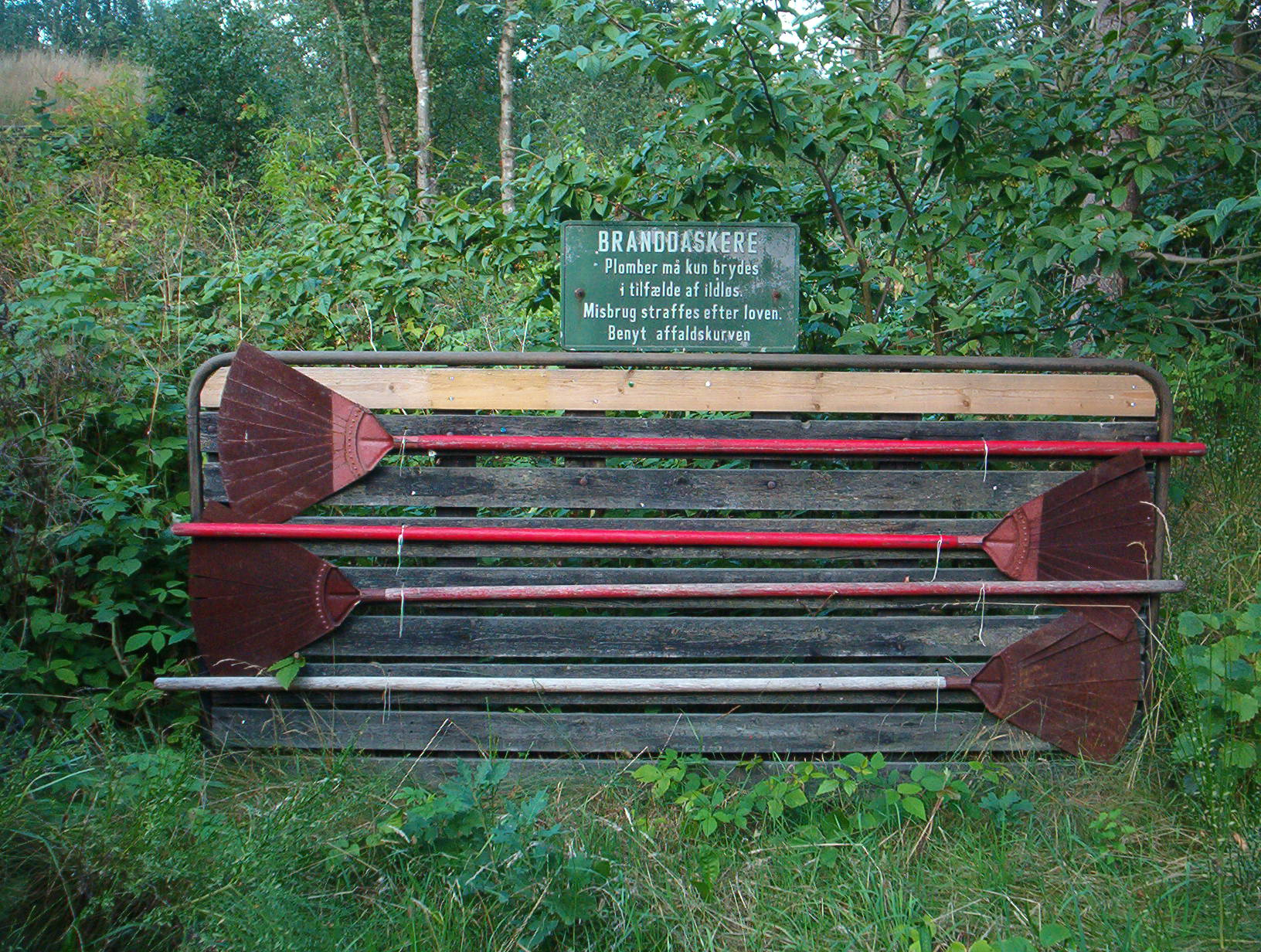
Matafocs a Dinamarca

El matafocs o matafoc és una eina d'extinció d'incendis forestals. Està constituït per un conjunt de làmines flexibles de cuir reforçat o d'acer unides per un mànec, amb el qual es baten flames de poca alçada per apagar-les.
Consta d’un mànec llarg, per a evitar la radiació, i una o diverses peces fabricades amb material flexible (goma, pneumàtic, vegetació verda espessa...) pensada per picar i reposar sobre les flames per tal de sufocar-les, ofegar l'aportació d'oxigen i separar el material incandescent del combustible que està pirolitzant. Cal picar en direcció cap a dins de la zona cremada i amb la força controlada per no aixecar brases i espurnes que puguin propagar l'incendi més enllà del perímetre.